# Desoria fasciata
Desoria fasciata är en urinsektsart som först beskrevs av John Tenison Salmon 1941.  Desoria fasciata ingår i släktet Desoria och familjen Isotomidae. Inga underarter finns listade i Catalogue of Life.